# Jorge Blanco (Leichtathlet)
Jorge Blanco (* 15. Juli 1993) ist ein spanischer Leichtathlet, der im Langstrecken- und Hindernislauf an den Start geht.

## Sportliche Laufbahn
Erste internationale Erfahrungen sammelte Jorge Blanco im Jahr 2012, als er bei den Juniorenweltmeisterschaften in Barcelona mit 9:31,22 min in der Vorrunde über 3000 m Hindernis ausschied. Im Dezember wurde er bei den Crosslauf-Europameisterschaften in Szentendre in 19:54 min 58. im Juniorenrennen. 2014 gewann er bei den U23-Mittelmeer-Meisterschaften in Aubagne in 9:02,70 min die Silbermedaille im Hindernislauf hinter seinem Landsmann Fernando Carro Morillo und bei den Crosslauf-Europameisterschaften 2015 in Hyères gelangte er nach 24:14 min auf den 26. Platz im U23-Rennen. Im Jahr darauf belegte er bei den Ibero-Amerikanischen Meisterschaften in Rio de Janeiro in 8:50,58 min den siebten Platz über 3000 m Hindernis und bei den Halbmarathon-Weltmeisterschaften 2020 in Gdynia lief er nach 1:05:31 h auf dem 103. ein. 2022 gewann er bei den Ibero-Amerikanischen Meisterschaften in La Nucia in 1:05:26 h die Bronzemedaille im Halbmarathon hinter dem Peruaner Luis Ostos und Jesús Poblete aus Argentinien und anschließend wurde er bei den Europameisterschaften in München in 2:13:18 h Zwölfter im Marathonlauf. 2024 landete er bei den Europameisterschaften in Rom nach 1:04:09 h auf dem 30. Platz im Halbmarathon und im Jahr darauf wurde er bei der Premiere der Straßenlauf-Europameisterschaften 2025 in Löwen in 1:02:29 h Siebter im Halbmarathon und gewann in der Teamwertung die Silbermedaille hinter dem französischen Team.
2022 wurde Blanco spanischer Meister im Marathonlauf.

## Persönliche Bestzeiten
- 10-km-Straßenlauf: 28:28 min, 24. April 2021 in Angers
- Halbmarathon: 1:01:45 h, 27. Oktober 2024 in Valencia
- Marathon: 2:10:02 h, 1. Dezember 2024 in Valencia
- 3000 m Hindernis: 8:35,63 min, 29. Juni 2017 in Barcelona